# Code::Blocks
Code::Blocks是一個免費、開源、跨平台的集成开发环境，使用C++開發，並且使用wxWidgets做為GUI函式庫。Code::Blocks使用了外掛程式架構，其功能可以使用外掛程式自由地擴充。目前，Code::Blocks主要針對開發C／C++程式而設計。
Code::Blocks目前支援Windows、Linux及Mac OS X數種平台。使用者亦能夠在FreeBSD環境中架设Code::Blocks。

## 特色
以下敘述主要適用於10.05版本。
- 不需要自行編寫Makefile。但若需要的話，可以強制Code::Blocks使用指定的Makefile。
- 支持多款編譯器，如GCC、Intel C/C++编译器、Microsoft Visual C++编译器（Windows平臺下），還有針對單片機的ARM GCC、AVR GCC等等。而其本身僅僅是IDE外殼。不過對GCC的支持最爲完善。
- 擁有完整的基础調試功能。
- 自帶profile插件。
- （至少在Linux版本）通過安裝可選插件，可以調用Valgrind進行內存泄漏檢測和緩存性能分析。
- 插件中帶有兩款小遊戲：俄羅斯方塊和貪吃蛇。

## 參看
- 整合開發環境列表
- Scintilla
- SciTE
- wxWidgets

## 其它链接
- Code::Blocks官方網站（页面存档备份，存于）
- Code::Blocks維基（页面存档备份，存于）
- BerliOS計劃網站（nightly builds and Subversion access）
- Comparison of RADs for WxWidgets（页面存档备份，存于）